# Los Locos del Humor
Los Locos del Humor es un conjunto humorístico chileno actualmente compuesto por Gabriel Artigas («Tucán») y Hugo Silva («Loco Hugo»), pero fundado por Mauricio Medina («El Indio»), Luis Vásquez («Golillita») y Cristián Pacheco («Kekito Humor»)), e integrado también por Julio Monsalve  («Peñeteñe»), destacados por llevar el humor callejero itinerante a diversas regiones destacando pasos por Santiago y Arica.

## Carrera
El grupo se formó haciendo humor callejero en el centro de Santiago, en un comienzo estaba integrado por Mauricio Medina («El Indio») que en aquel momento se encontraba buscando un nuevo rumbo luego de uno de los hiatos tomados por la agrupación Dinamita Show; Luis Vásquez («Golillita») descatado payaso, y humorista callejero de la vieja escuela que además es hermano de Paul Vásquez («El Flaco») antiguo compañero de Medina en Dinamita Show; y Cristian Pacheco. («Kekito Humor»), destacado humorista callejero que ha desarrollado su carrera principalmente en la ciudad de Curicó siendo invitado a varios programas de televisión durante la década de 2010. 
Con esta alineación grabaron el año 2002 su afamada película llamada "Los Locos del Humor: Ladra En América", filmada íntegramente en la ciudad de Arica, actualmente considerada de culto por parte de los fanáticos de este tipo de humor. 
Durante esta década se continuaron presentando en escenarios callejeros y regionales, y en algunos periodos en la mítica Plaza de Armas de Santiago, cuna y hogar de muchos artistas callejeros reconconocidos.
Hacia fines de la década de los 2000, se une a la agrupación el destacado humorista Julio Monsalve  («Peñeteñe») exmiembro de la agrupación Milenium Show, con quienes al igual que Medina, Artigas y Silva comparte el honor de ser triunfadores del Festival Internacional de la Canción de Viña del Mar.
Bajo esta formación, trabajaron durante un período corto de tiempo, pero suficiente para grabar su segunda película llamada "Los Locos del Humor 2", la cual no tuvo la repercusión de su predecesora, pero suficiente para entrar en los recuerdos y corazones de los fanáticos del humor callejero.
Cabe destacar de esta película que fue patrocinada por la Ilustre Municipalidad de Arica, ya qué también fue grabada en esta ciudad, y como particularidad destaca que hacen varios sketches en las Cuevas de Anzota rememorando y homenajeando a la cultura chinchorro (civilización local que cuenta con las momias más antiguas del mundo). 
Además, en esta película se cuenta con la participación de Melvin Corazón Américo, destacado artista callejero, cantante y padre del Rey de la Cumbia, Américo.
Ya a inicios de la década de 2010, y ante la salida de los humoristas Cristián Pacheco («Kekito Humor») y Julio Monsalve («Peñeteñe»), se integran a la agrupación los humoristas Gabriel Artigas («Tucán») y Hugo Silva («Loco Hugo»), con quienes Medina y Vásquez grabaron su tercera y última película llamada "Los Locos del Humor 3: Al Abordaje", la cual es muy recordada por la aparición de la dupla del («Tucán») y el («Loco Hugo»), con la irrupción de la ya clásica rutina de las "Empanadas".
Antes de la separación, retorna a la agrupación Julio Monsalve («Peñeteñe»), con quien asisten al Featival del Huaso de Olmué donde obtienen un éxito sin precedentes.
Tras la separación de la agrupación, los humoristas Gabriel Artigas («Tucán») y Hugo Silva el («Loco Hugo»), mantuvieron el nombre de la agrupación y comenzaron a presentarse cómo un dúo logrando llegar a la televisión abierta, saltando a la fama gracias al programa "Talento Chileno" de Chilevisión, y Mentiras Verdaderas del canal La Red, cabe destacar que este último programa fue un semillero para qué los humoristas callejeros mostraran sus rutinas en televisión abierta. 
Debemos mencionar, que durante el año 2012-2013, los humoristas Cristián Pacheco («Kekito Humor») y Julio Monsalve («Peñeteñe»), se presentaron en el programa de televisión Mentiras Verdaderas, bajo el nombre de "Los Locos del Humor", aunque luego actuaron bajo el nombre de "Quequito y Peñeteñe".
Ya para el año 2013, Artigas y Silva, quienes ya eran más populares, participaron del programa Hazme reír del canal Chilevisión, en cuya primera versión obtuvieron el segundo lugar. Paralelamente se presentaron en el XLIV Festival del Huaso de Olmué, obteniendo peak de sintonía. 
En la segunda temporada de Hazme reír, que concluyó en abril de ese mismo año, lograron consagrarse como ganadores del certamen obteniendo el primer lugar.
Su creciente popularidad les permitió presentarse en el LV Festival Internacional de la Canción de Viña del Mar en febrero de 2014, donde tuvieron gran éxito con el público que les otorgó los tres galardones que existen en el evento. Sin embargo, su rutina fue criticada por el uso de lenguaje soez, lo que provocó que telespectadores presentaran varios reclamos ante el Consejo Nacional de Televisión, organismo que se comprometió a revisar la presentación. Además el gobierno boliviano reaccionó con molestia por los chistes referidos a la demanda marítima de ese país contra Chile.
En 2015 actuaron en el II Festival de Tierra Amarilla. En febrero de 2016 el dúo se presentó en el LVII Festival Internacional de la Canción de Viña del Mar donde obtuvieron las dos gaviotas del certamen, y donde además le dedicaron la presentación principalmente a la madre de Hugo Silva que en ese momento se encontraba muy enferma.
En 2017, Artigas y Silva se presentaron en el Festival de la Independencia realizado en la ciudad de Talca, ante más de 100.000 personas.teniendo un gran éxito de sintonía. 
Desde aquel año hasta ahora, bajo el formato de dúo es como mayores reditos obtuvo la agrupación, hasta la actualidad (2025) Artigas y Silva, siguen siendo actores fundamentales en los festivales regionales a lo largo de Chile y en shows en los principles casinos del país.
Sobre los antiguos integrantes: 
- Mauricio "El Indio" Medina, actualmente es considerado una leyenda del humor chileno, ha tenido que darse un stand by de su carrera debido a la pérdida de un pie producto de una diabetes mal cuidada.
- Luis "Golillita" Vásquez, una vez terminada su participación en el grupo, volvió a trabajar en las calles, oficio qué aún mantiene. 
- Cristian "Kekito Humor" Pacheco, luego de su salida del grupo, tuvo cierta relevancia saliendo en algunos programas de televisión, pero hace bastantes años volvió al oficio callejero en su Curicó querido. 
- Julio "Peñeteñe" Monsalve, el querido Peñeteñito, volvió a trabajar en la calle junto a otros clásicos humoristas callejeros como "Totoreto Show", "Los Taquilleros del Humor" entre otros, a veces vuelve a trabajar con su dupla histórica el Turrón, reactivando Millenium Show cada cierto tiempo.

## Televisión
| Año  | Canal        | Título                | Notas                 |
| ---- | ------------ | --------------------- | --------------------- |
| 2013 |              | Hazme reír            | Finalistas, 2° lugar. |
| 2013 | Hazme reír 2 | Finalistas, 1° lugar. |                       |